# Hotel Radisson Blu w Gdańsku
Hotel Radisson Blu – pięciogwiazdkowy hotel w Gdańsku, zlokalizowany w obrębie historycznego zespołu miejskiego - Głównego Miasta, przy reprezentacyjnej Drodze Królewskiej - przy Długim Targu, oddalony od Dworca Głównego o 1,5 km. Należy do międzynarodowej sieci hotelowej Radisson Blu (wcześniej Radisson SAS), obecnie wchodzącej w skład grupy Carlson Companies. Hotel dysponuje 145. pokojami, w tym 160 m² apartamentem prezydenckim na III piętrze. 

## Historia
Hotel powstał w kwartale ulic: Długi Targ, Powroźniczej, Ogarnej i Mieszczańskiej, na miejscu istniejących wcześniej w tym miejscu hoteli - Hotel de Leipzig, Hôtel du Nord (1842/1846-1905), adres: Długi Targ 19, oraz Jantar (1955-2000). W 1906 w miejscu hotelu stał budynek banku Nordische Creditanstalt, mieszczący następnie Diskonto Bank który w 1921 został przejęty przez Deutsche Bank (istniejący do 1945), adres: Langer Markt 18.

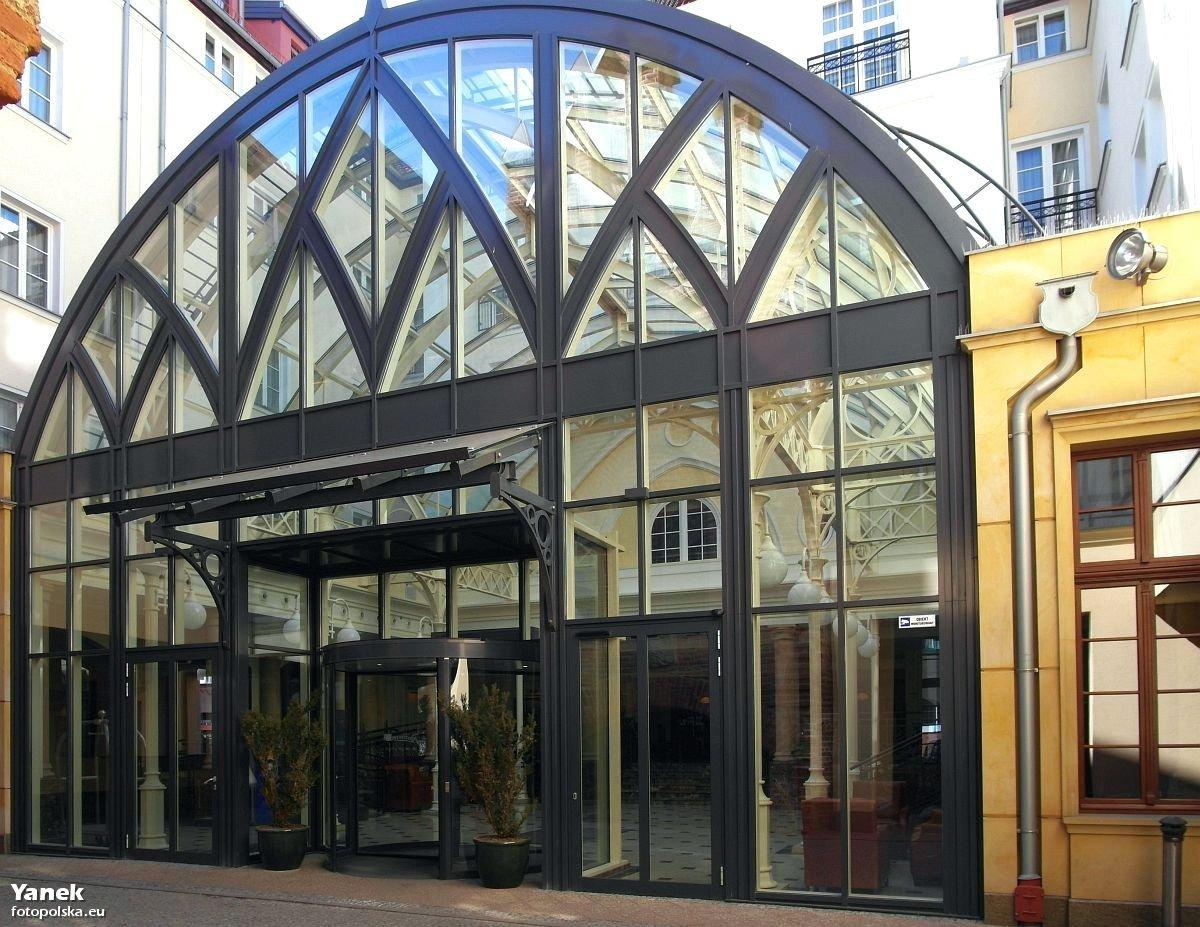
Wejście od ul. Powroźniczej

Od strony Długiego Targu zachowano nietkniętą frontową elewację hotelu Jantar wraz z przedprożem, zaprojektowaną przez Lecha Kadłubowskiego w stylu socrealistycznym i pokrytą dekorację malarską autorstwa Kazimierza Ostrowskiego. Zachowano również wytyczne operatora sieci hoteli Radisson, łącznie 205 stron.